# Іванівка (Євпаторійський район)
Іва́нівка (до 1853 року — Камишли́, крим. Qamışlı) — село Євпаторійського району Автономної Республіки Крим.

## Історія
Станом на 1886 рік у селі Камишли Сакської волості Євпаторійського повіту Таврійської губернії мешкало 498 осіб, налічувалось 75 дворових господарств, були мечеть та школа.